# Peter Göring (Unternehmer)
Peter Göring (* 23. Februar 1784 in Wesel; † 12. Mai 1862 in Düsseldorf) war ein deutscher Bergbau- und Hüttenunternehmer.

## Leben
Göring war Sohn des Land- und Stadtrichters Heinrich Christian Göring (1740–1805) und Elisabeth Bernhardine Göring (1751–1819). Nach einer kaufmännischen Ausbildung gründete er 1816 eine Tuchfabrik in Düsseldorf, die er jedoch 1833 wegen starker englischer Konkurrenz schließen musste. 1837 war er Anteilseigner der Zechen Graf Beust und Helene & Amalie in Essen. Ab 1837 war Göring ebenso Mitinhaber der Friedrich Wilhelms-Hütte in Mülheim an der Ruhr und trat damit an die Stelle von Johann Dinnendahl. Göring unternahm nach 1837 eine Studienreise nach England, welche ihm die Gebiete Verkokung von Kohle und den Bau von Kokshochofen näher brachte. 1841 nahm er einen Holzkohleofen in Betrieb. 1847 verließ er Mülheim, wo Julius Römheld 1848 den ersten Kokshochofen des Ruhrgebietes baute.
Zwischen 1848 und 1851 erwarb er mit Wilhelm Stein einige Erzgruben an der Lahn und im Siegerland, woraufhin die beiden die Gewerkschaft Stein & Göring gründeten. Ab 1851 bauten Göring und Stein die Niederrheinische Hütte und nahmen, nachdem sie Julius Römheld abwerben konnten, den zweiten Kokshochofen des Ruhrgebietes in Betrieb. 1854 folgte ein weiterer Hochofen.